# Pervy Kanal
Pervy Kanal (Russisch: Первый канал, Pervy Kanal, Nederlands: Eerste Kanaal, Engels: Channel One Russia, C1R) is een Russische publieke omroep die gevestigd is in de Ostankino-toren in Moskou.
Het geldt als het belangrijkste kanaal van de Russische televisie en heeft meer dan 250 miljoen kijkers wereldwijd.
Via de satellietpositie Hot Bird zijn de uitzendingen van Pervy Kanal in West-Europa vrij te ontvangen.

## Geschiedenis
Pervy Kanal verving het kanaal Ostankino dat uitzond na het uiteenvallen van de Sovjet-Unie in 1991 als een vervanger van het Eerste kanaal van de centrale televisie van de USSR.
Van 1995 tot en met 2002 stond het bekend als de Publieke Russische Televisie (Russisch: Общественное Российское Телевидение, Obsjtsjestvennoje Rossiejskoje Televidenieje ORT)

## Regionale varianten
Voor de Baltische staten is er het Pervy Baltiski Kanal, gevestigd in Riga. In Kazachstan wordt het Pervy Kanal Evrazieja uitgezonden, gevestigd te Almaty.